# Presión positiva continua en la vía aérea

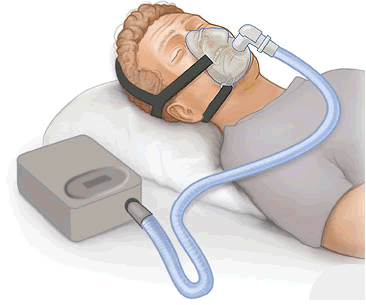
Terapia con CPAP: generador de flujo, manguera y mascarilla facial.

La presión positiva continua en la vía respiratoria o CPAP (del inglés Continuous Positive Airway Pressure) consiste en un sistema mecánico de administración constante de presión en la vía aérea durante la inspiración y la espiración, lo que determina la formación de una especie de “tablilla” neumática en el interior de esa vía para no permitir el colapso o cierre completo de las unidades alveolares. Desde el punto de vista fisiológico la CPAP genera un aumento de la capacidad residual funcional (CRF), reduce el cortocircuito intrapulmonar al no permitir el cierre de los alvéolos, disminuye el trabajo respiratorio porque actúa sobre el punto de inflexión inferior en la curva de presión-volumen y crea una presión intrínseca que choca contra las fuerzas de retroceso elástico y así impone un nuevo ciclo respiratorio pero con una reducción progresiva de la presión necesaria para aumentar el volumen en los alvéolos. Al ser incrementada la presión alveolar supera a la presión de los capilares pulmonares y como consecuencia se observa una disminución de la poscarga y una mejoría del gasto cardíaco, efectos beneficiosos en pacientes con edema pulmonar de tipo cardiogénico.

## Función
El uso del dispositivo tiene la intención de evitar la apnea del sueño y los ronquidos en adultos. Actúa enviando una presión positiva continua a las vías aéreas para mantenerlas abiertas y evitar su colapso y los episodios de apnea.
También puede ser usado en lactantes, por ejemplo en la enfermedad de la membrana hialina que se produce en niños prematuros.

## Descripción
Básicamente es un compresor que genera un chorro de aire, el cual pasa por un tubo a una mascarilla que se aplica en la nariz o la boca. Consta de los siguientes elementos: generador de presión, tubo, mascarilla nasal, arnés o cintas y opcionalmente mascarilla bucal y humidificador.

## Características generales
La  CPAP en respiración espontánea es una modalidad de sostén ventilatorio utilizada en un principio por Gregory en 1971 en  neonatos con dificultad respiratoria. Esta modalidad de sostén ventilatorio comenzó a usarse poco tiempo después en adultos y su primera descripción en la bibliografía tuvo lugar en 1972 en pacientes con insuficiencia renal aguda. La característica inicial de la CPAP —sigla que en la actualidad tiene reconocimiento internacional— era que los niños respiraban espontáneamente por lo que se diferenciaba de la forma con presión positiva en la vía aérea durante el ciclo respiratorio suministrada por un ventilador mecánico. La apertura de las válvulas de demanda se produce cuando el paciente genera un esfuerzo inspiratorio capaz de abrirlas. Pueden responder a un descenso de presión de la vía aérea o a un flujo provocado por el paciente. Ambos parámetros (la presión y el flujo) varían según los diferentes sistemas. También varía mucho el tiempo que transcurre entre el comienzo del esfuerzo inspiratorio del paciente y el comienzo del flujo, lo que puede representar un problema agregado. El sistema de válvulas de demanda favorece un ahorro considerable en consumo de oxígeno y de aire pero el trabajo que debe realizar el paciente para obtener la mezcla de aire y gas puede ser excesivo. La conexión del paciente al sistema de CPAP se puede efectuar a través de máscaras faciales, de un  tubo endotraqueal o de una traqueostomía. En la actualidad se prefieren las máscaras, que se fabrican con materiales modernos y en la mayor parte de los casos permiten una buena adaptación, salvo que el paciente requiera intubación por bajo nivel de conciencia, secreciones abundantes o intolerancia total. Los sistemas modernos de CPAP permiten la monitorización de la presión en la vía aérea y las mezclas de aire con sus flujos correspondientes tienen una aceptable fiabilidad.
Según otro autor la CPAP es una modalidad de ventilación espontánea en la que el ventilador mantiene un nivel predeterminado constante de presión positiva durante todo el ciclo ventilatorio pero como no suministra ciclo mecánico alguno no debe considerarse un verdadero modo de ventilación mecánica. Durante la aplicación de esta modalidad ventilatoria no invasiva el paciente asume la mayor parte del trabajo respiratorio, dado que genera su propio flujo inspiratorio, su frecuencia respiratoria y su volumen circulante, lo que en gran medida simula el patrón de ventilación espontánea."
La modalidad de ventilación con presión positiva aplica una presión de aire leve de forma continua para mantener las vías respiratorias abiertas de manera constante en pacientes que pueden respirar espontáneamente por sí mismos. Es una alternativa de la presión positiva de fin de espiración o PEEP (del inglés positive end-expiratory pressure ). Si bien ambas modalidades mantienen los alvéolos pulmonares abiertos y así reclutan más áreas de la superficie pulmonar para la ventilación, la PEEP se utiliza en dispositivos que aplican presión positiva solo al final de la espiración mientras que los dispositivos para CPAP  aplican presión positiva continua en la vía aérea durante todo el ciclo respiratorio. Como la ventilación no es asistida el volumen corriente (VC), la frecuencia respiratoria, y en consecuencia la ventilación alveolar, pueden variar en el tiempo porque dependen del patrón respiratorio del paciente. Por lo tanto, durante la CPAP el ventilador no cicla, no se administra presión adicional por encima del nivel de CPAP y los pacientes deben iniciar la totalidad de sus respiraciones.

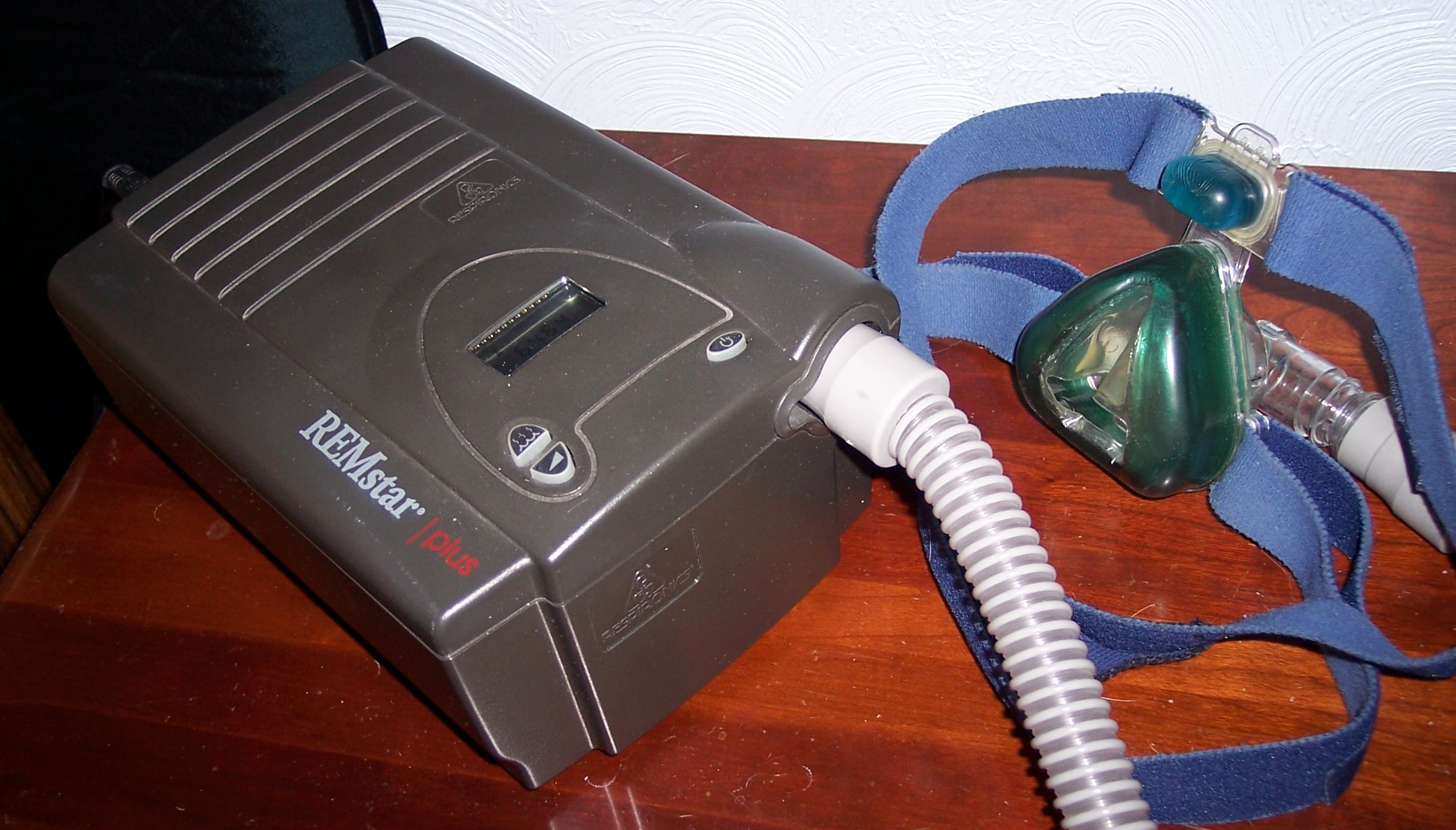
Máquina para CPAP típica que contiene la bomba de aire en una caja de metal forrada con material absorbente acústico para un funcionamiento más silencioso. Una manguera lleva el aire a presión a una máscara facial o a una almohadilla nasal.

## Consideraciones históricas
En 1914 von Reuss mencionó el "aparato de sobrepresión" de von-Tiegel en el texto alemán clásico The diseases of the newborn. En ese informe se comunicaba que recién nacidos con respiración espontánea habían sido tratados en forma satisfactoria con un sistema simple consistente en mangueras, una fuente de oxígeno gaseoso, una mascarilla facial ceñida y un recipiente lleno de agua. Un tubo de metal unido a la manguera de gas espiratorio permitía la salida del gas por debajo de la superficie del agua y la presión se modificaba ajustando la profundidad del tubo de acuerdo con una escala centimétrica en el recipiente. A fines de la década de 1960 y principios de la de 1970 los ventiladores ideados para ser usados en adultos se aplicaban de forma experimental, y a menudo sin éxito, para tratar a neonatos con insuficiencia respiratoria grave.  En 1971 Gregory y su grupo comunicaron por primera vez la aplicación exitosa de CPAP en una serie de recién nacidos prematuros con respiración espontánea y síndrome de dificultad respiratoria. El objetivo inicial de esa nueva forma de apoyo era intentar una estrategia para reducir las tasas de mortalidad ya altas (del sesenta por ciento) y las enfermedades crónicas comunes en los prematuros que recibían ventilación mecánica en ese entonces. A raíz de la introducción de la CPAP  la mortalidad por síndrome de dificultad respiratoria disminuyó de entre cincuenta y cinco y treinta y cinco por ciento a entre veinte y quince por ciento, una mejoría comparable con la que se obtendría a partir de la introducción del surfactante veinte años después. Esos adelantos condujeron al uso más extendido y de rutina de la CPAP así como a trabajos de investigación destinados a perfeccionar la aplicación de esa técnica de asistencia respiratoria no invasiva en neonatos. En esa época la CPAP casi siempre se administraba por medio de un tubo endotraqueal.Cuando se advirtió que los tubos endotraqueales imponían un nivel relativamente alto de impedancia durante la respiración espontánea y causaban lesiones y colonización de las vías respiratorias se investigó en busca de nuevos adelantos para mejorar la aplicación de CPAP a recién nacidos.

## CPAP en el recién nacido prematuro
La CPAP, una modalidad de asistencia respiratoria simple, barata y eficaz para tratar a neonatos prematuros de muy bajo peso al nacer, ayuda a prevenir el colapso alveolar y aumenta la capacidad residual funcional de los pulmones. Dado que después de su empleo se observan menos lesiones pulmonares inducidas por la ventilación que después del empleo de la ventilación mecánica, teóricamente debería reducir la incidencia de enfermedad pulmonar crónica en esos recién nacidos. Se han empleado varios dispositivos para la generación y administración de CPAP. En entornos de recursos limitados la CPAP es una modalidad eficaz y económica para brindar una asistencia respiratoria que parece ser al menos tan buena como la generada por equipos mucho más caros. La simplicidad y el bajo costo de esta técnica determinan que sea una opción atractiva en lugares de escasos recursos. De acuerdo con un estudio sobre el tema, una intervención simple puede dar lugar a una disminución significativa de la mortalidad neonatal en hospitales con recursos limitados.
Esta modalidad de asistencia, la técnica de ventilación mecánica no invasiva más sencilla para tratar a pacientes con dificultad respiratoria y respiración espontánea, es un método de apoyo que no involucra directamente la vía aérea y evita la intubación endotraqueal junto con las complicaciones derivadas de ella.
En un estudio también se informa que mantiene la vía aérea abierta, aumenta la capacidad residual funcional y disminuye la posibilidad de colapso alveolar a través de elementos de conexión entre el paciente y el ventilador situados en la superficie facial, en la nariz o en la faringe.

En 1971, como ya se dijo, Gregory y su grupo comenzaron a tratar la dificultad respiratoria idiopática del prematuro con ventilación con presión positiva continua por vía endotraqueal.
Según UNICEF, más del setenta por ciento de las muertes infantiles en el mundo (casi once millones de niños que mueren todos los años) se deben a seis causas principales entre las que se encuentran las afecciones respiratorias.
Lo típico es que la CPAP se utilice para el tratamiento de personas con problemas respiratorios como la apnea del sueño pero también puede usarse para tratar a recién nacidos prematuros cuyos pulmones todavía no se han desarrollado totalmente (p. ej., niños con síndrome de dificultad respiratoria neonatal). En esos casos la CPAP se asocia con una disminución de la incidencia de displasia broncopulmonar.  En algunos recién nacidos prematuros con desarrollo pulmonar incompleto esta modalidad de asistencia respiratoria mejora la supervivencia y disminuye la necesidad de tratamiento con esteroides. Además, en algunos de esos casos la CPAP elimina la necesidad de insertar un tubo por la boca y dentro de la tráquea con el fin de administrar el aire de un respirador. Por último, el tratamiento con CPAP es menos invasivo que la terapia con ventilador y los estudios de investigación sugieren que la CPAP sería un primer tratamiento apropiado para algunos recién nacidos prematuros.

### Para tratar la enfermedad de la membrana hialina
El dispositivo se emplea en las unidades de cuidados intensivos pediátricas para el tratamiento de niños prematuros que presentan insuficiencia respiratoria por la enfermedad de la membrana hialina. El tratamiento de la enfermedad de la membrana hialina se modificó totalmente en 1971 cuando Gregory y sus colaboradores publicaron un trabajo, ahora clásico, en el que describían la mejoría de la PaO2 y de la supervivencia de los recién nacidos prematuros tratados con CPAP. Gregory, un anestesiólogo que trabajaba en San Francisco (Estados Unidos) con un grupo de neonatólogos, extrajo las conclusiones correctas acerca de la fisiopatología de esa enfermedad. Sobre la base del hecho de que el quejido espiratorio sería un mecanismo de adaptación en situaciones de atelectasia pulmonar, esos autores desarrollaron dispositivos para garantizar una presión positiva en la vía aérea y con ello lograron una disminución del veinte por ciento en la mortalidad asociada con la enfermedad. Los autores de numerosos estudios realizados en los últimos años y la mayoría de los investigadores coinciden en que con el uso de la CPAP se ha reducido la mortalidad por enfermedad de la membrana hialina, en especial en niños de mayor peso.
Todos los recién nacidos, independientemente de su peso, son elegibles para esa modalidad ventilatoria no invasiva; incluso los neonatos intubados después de nacer, una vez estabilizados, pueden recibir CPAP.

### Para tratar o prevenir otras enfermedades de los recién nacidos prematuros
La clave del éxito es la aplicación temprana porque puede evitar la necesidad de intubación prolongada, con la consiguiente prevención de la estenosis subglótica o una reducción de la incidencia de ese trastorno. Otras enfermedades de los recién nacidos que también se tratan con CPAP son la  apnea del prematuro y el conducto arterioso persistente; además, se la usa en el posoperatorio de la cirugía cardíaca destinada a la corrección de defectos cardíacos congénitos,  para nombrar solo algunas indicaciones. Sin embargo, es necesario recordar que el uso de CPAP no deja de tener sus complicaciones, que pueden consistir en neumotórax secundario a la distensión alveolar, obstrucción nasal por acumulación de secreciones, distensión gástrica por fuga de aire hacia el estómago y erosión o incluso necrosis del tabique nasal por mal posicionamiento del dispositivo nasal. Por lo tanto es esencial analizar con detenimiento cada caso de esta forma de ventilación asistida para así poder evitar la mayor parte de las desventajas por medio del monitoreo continuo de su uso.
Según dos trabajos de mediados de la década de 2000 la CPAP, con frecuencia considerada “el eslabón perdido” entre el oxígeno suplementario y la ventilación mecánica, está adquiriendo una gran popularidad en las unidades de cuidados intensivos neonatales. Se trata de una terapia técnicamente sencilla, barata y eficaz que se ha convertido en la principal modalidad de asistencia respiratoria en prematuros de muy bajo peso al nacer.
Para resumir puede decirse que según un autor ya mencionado hoy en día la CPAP se considera un tratamiento de primera línea para el manejo del síndrome de dificultad respiratoria en recién nacidos prematuros. Dado que es más barata y menos lesiva que la ventilación mecánica invasiva y se asocia con una menor incidencia de enfermedad pulmonar crónica y de displasia broncopulmonar su empleo está aumentado de manera exponencial. Se trata de una extensión del sostén ventilatorio en lugar de la sustitución de la ventilación mecánica. El mismo autor sostiene que el uso de CPAP autóctona de acuerdo con la disponibilidad de recursos en áreas particulares es de gran ayuda para el manejo actual de los prematuros con dificultad respiratoria y que su empleo en contextos no terciarios puede causar menos derivaciones y salvar la vida de muchos recién nacidos.

### Administración mediante mascarilla nasal
En cuanto a la administración de CPAP mediante mascarilla nasal, aunque es la modalidad más común de tratamiento, existen otros sistemas de interconexión para adultos y niños. La CPAP nasal se usa con frecuencia en los lactantes pero su empleo es objeto de controversias. Los estudios realizados sobre la CPAP nasal han demostrado que reduce el tiempo de ventilación pero con una mayor incidencia de neumotórax. Cuando hay congestión u obstrucción nasal a menudo se recurre a las mascarillas bucales o buconasales. También existen dispositivos que combinan la presión nasal con prótesis de avance mandibular (PAM).

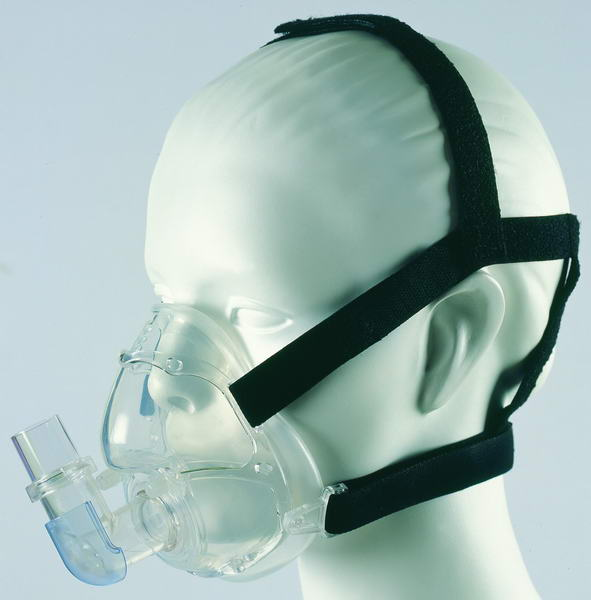
Mascarilla para CPAP.

Esta forma no invasiva de asistencia respiratoria se ha utilizado durante casi cuarenta años para apoyar a neonatos con respiración espontánea y enfermedad pulmonar y las publicaciones en las que se informa que la ventilación mecánica contribuye a la detención del crecimiento de los pulmones y al desarrollo de enfermedad pulmonar crónica han renovado el interés en el uso de CPAP como método predominante para el sostén de recién nacidos con esa patología. Los trabajos de investigación realizados en animales y en seres humanos han demostrado que la CPAP es menos lesiva para los pulmones que la ventilación mecánica. Los fundamentos de la protección pulmonar durante su administración son la aplicación de respiración espontánea a una presión de distensión constante y la evitación de la intubación con los riesgos asociados. Un objetivo importante para la investigación actual consiste en determinar si los lactantes prematuros deben ser apoyados con CPAP inmediatamente después del parto o si deberán recibirla después de haber sido extubados posadministración de surfactante profiláctico. Si bien los ensayos clínicos han demostrado que este método de asistencia ventilatoria no invasiva reduce la necesidad de intubación/ventilación mecánica y de administración de  sustancia tensioactiva, todavía no está claro si la CPAP disminuye la incidencia de enfermedad pulmonar crónica y la mortalidad en mayor o igual medida que las técnicas de ventilación de protección pulmonar modernas. Pese a los éxitos logrados, se sabe poco sobre la mejor manera de tratar a los pacientes con CPAP. Tampoco está claro si las estrategias y los dispositivos de distintos tipos que se emplean para mantener la CPAP desempeñan un papel en cuanto al logro de mejores resultados en los recién nacidos. La tecnología de la CPAP nasal ha evolucionado en los últimos diez años y la investigación clínica ha evaluado las diferencias en los efectos fisiológicos relacionados con estos nuevos dispositivos. Según el trabajo del autor en el que se fundamenta este apartado, lo más probable es que la capacidad de los clínicos para percibir los cambios en las condiciones fisiopatológicas de los recién nacidos que reciben CPAP y la calidad del cuidado de la vía aérea sean los factores con mayor influencia en la determinación de la evolución de los pacientes.
Si bien las recomendaciones del  AAP Committee on the Fetus and Newborn (Comité sobre el Feto y el Recién Nacido de la Academia Norteamericana de Pediatría) sugieren la consideración de profilaxis con surfactante para el tratamiento de los neonatos con alto riesgo de síndrome de dificultad respiratoria, en las unidades neonatales estadounidenses el uso de surfactante con fines profilácticos es muy variable. Una de las razones de esa variabilidad en la práctica es el amplio interés en la administración temprana de CPAP nasal en lugar de intubación profiláctica y terapia con surfactante para la prevención y el tratamiento temprano del síndrome de dificultad respiratoria. Como ya se dijo, la administración temprana de CPAP nasal puede reducir la incidencia de displasia broncopulmonar sin aumentar la de otras enfermedades.
No obstante, en un estudio aleatorizado y controlado que concluyó recientemente se demostró que en comparación con la intubación temprana la CPAP nasal temprana no reducía de manera significativa la tasa de mortalidad ni la incidencia de displasia broncopulmonar.

## Indicaciones en adultos
Además de la aplicación típica ya mencionada de la CPAP para el tratamiento de personas con problemas respiratorios como la apnea del sueño, en numerosos trabajos se sugiere la utilización de CPAP en casos de insuficiencia respiratoria aguda de distintas etiologías (p. ej., sepsis, pancreatitis, neumonías, traumatismos, edema agudo de pulmón cardiogénico y síndrome de dificultad respiratoria del adulto, entre otras). Los datos publicados en general indican que hay una clara mejoría de la presión parcial de oxígeno en sangre arterial (PaO2), que la presión parcial de dióxido de carbono en sangre arterial (PaCO2) no varía o tiende a aumentar, que el gasto cardíaco no suele modificarse y además que hay un aumento de las presiones intravasculares en la circulación menor sin que se observen cambios importantes en la frecuencia cardíaca ni en la respiratoria. Se ha demostrado que la CPAP es útil en pacientes posquirúrgicos intubados con alto riesgo de desarrollar síndrome de dificultad respiratoria del adulto. En cambio, en un trabajo posterior no se comprobó la utilidad de la PEEP profiláctica en pacientes con riesgo de ese síndrome.

## Desconexión del paciente del ventilador (destete)
El destete (weaning) o desconexión del paciente de la ventilación mecánica es un proceso que se lleva a cabo sin mayores dificultades en la gran mayoría de los casos si se cumplen ciertos requisitos relacionados con la frecuencia respiratoria, el volumen corriente, la capacidad vital y otras variables respiratorias. Sin embargo, existe un pequeño grupo de pacientes (del diez al veinte por ciento de los casos) que por haber estado en ventilación mecánica prolongada o tener la reserva pulmonar comprometida requieren un tratamiento más gradual, con ejercicios ventilatorios progresivos y apoyo de broncodilatadores. Para iniciar el destete se necesita que el cuadro que motivó la decisión de administrar ventilación mecánica haya remitido de manera total o parcial, que exista estabilidad hemodinámica y que haya una FiO2 menor de 0,5 con PEEP inferior a 5 cm de H2O en sus parámetros de apoyo ventilatorio. Los pacientes pueden ser clasificados en tres grupos basados en la dificultad y la duración del proceso de desconexión. Existen diversos métodos de destete pero los más usados son el retiro gradual del soporte, que se programa en un modo determinado por el equipo con que se cuenta hasta lograr una ventilación minuto espontánea que asegure una buena ventilación, y el destete alterno con tubo en T, en el que se retira al paciente del ventilador por un tiempo durante el cual la desconexión se alterna con la reconexión hasta conseguir la autonomía ventilatoria.

### Destete de la CPAP en neonatos
Después de un seguimiento adecuado, cuando no haya signos de dificultad respiratoria (resolución de los gruñidos, del aleteo nasal y de las retracciones torácicas) y el análisis de gases en sangre arterial esté dentro de los límites normales se reducirá gradualmente la FiO2 en pasos del cinco por ciento y se disminuirá la presión en un 1 cm de H2O. Habrá que asegurarse de que el neonato respire con menos esfuerzo.

## CPAP domiciliaria

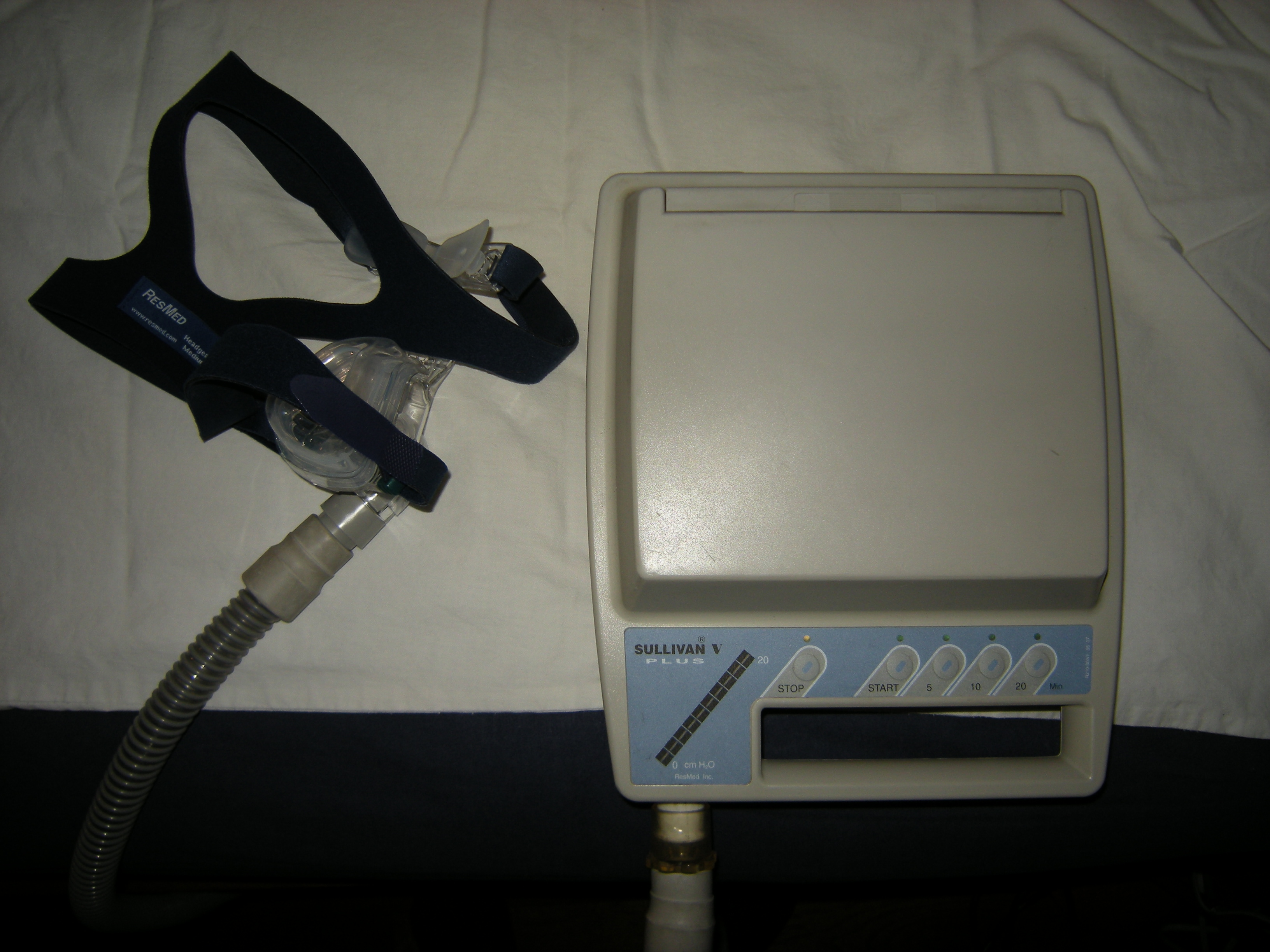
Sullivan V Plus, un aparato para CPAP típico de mediados de 1990 (la mascarilla es más moderna).

Para la CPAP domiciliaria se utilizan máquinas ideadas específicamente para ofrecer un flujo o presión constante. La CPAP es el tratamiento más eficaz para los pacientes con apnea obstructiva del sueño, en los que su presión suave evita que la vía aérea se colapse o se bloquee.  Algunas de esas máquinas también poseen humidificadores térmicos. Los humidificadores no son estrictamente necesarios pero la mayoría de las personas que utilizan máquinas para CPAP los consideran útiles por razones de comodidad. Cuando el aire de presión positiva entra en la garganta puede resecarla, con el dolor  y la irritación consiguientes. Los humidificadores ayudan a prevenir ese problema porque humedecen el aire antes de que ingrese en la faringe. El humidificador térmico calienta el aire, además de aportar humedad. Para las personas con alergia o sensibilidad al polvo y otras partículas que pueden hallarse en el aire suministrado hay filtros para la máquina. El filtro elimina partículas y bacterias del aire para asegurar un suministro de aire limpio. Otro accesorio opcional es una cubierta de lana u otro tejido blando para el tubo. Algunas máquinas cuentan con un pequeño difusor de manera que el usuario puede añadir aceites de aromaterapia al suministro de aire durante la noche. Esos difusores son útiles para las personas que no toleran las máscaras o necesitan ayuda para relajarse cuando intentan dormir.

## Problemas generados por el uso del dispositivo
Los problemas secundarios al uso del dispositivo son generalmente de carácter leve. Algunos de los más comunes son: irritación en la piel por la mascarilla, irritación de ojos por fugas de aire, abdomen inflado por tragar aire que se introduce en el aparato digestivo, sequedad de garganta y sequedad o congestión nasal.
Es pertinente destacar, que el mismo uso de un dispositivo generador de oxígeno, puede llegar a generar ciertos tipos de asuntos psicológicos, por lo que, normalmente, los médicos sugieren realizar algún tipo de seguimiento terapéutico (lo cual puede ser muy recomendable), debido a que esto puede modificar la vida rutinaria de una persona que debe utilizar este tipo de dispositivo.